# Powiat Mendrisio
Mendrisio (wł. Circolo di Mendrisio) – powiat w Szwajcarii, w kantonie Ticino, w okręgu Mendrisio. Siedziba administracyjna powiatu znajduje się w miejscowości Mendrisio. 
Powiat składa się z dwóch gmin (comune) o powierzchni 34,23 km² i o liczbie mieszkańców 17 881.

## Gminy
| Nazwa gminy | Liczba mieszkańców 31 grudnia 2021 | Powierzchnia km² |
| ----------- | ---------------------------------- | ---------------- |
| Coldrerio   | 2 850                              | 2,46             |
| Mendrisio   | 14 847                             | 31,77            |

## Zmiany administracyjne
- 5 kwietnia 2009
  - przyłączenie gmin Arzo, Capolago, Genestrerio, Rancate i Tremona do miasta Mendrisio
- 14 kwietnia 2013
  - przyłączenie gmin Besazio, Ligornetto i Meride do miasta Mendrisio